# Schlotheimia richardii
Schlotheimia richardii är en bladmossart som beskrevs av Bescherelle 1880. Schlotheimia richardii ingår i släktet Schlotheimia och familjen Orthotrichaceae. Inga underarter finns listade i Catalogue of Life.